# Пелчице
Пелчице (пољ. Pełczyce) је град у Пољској у Војводству Западно Поморје у Повјату хошчењском. Према попису становништва из 2011. у граду је живело 2.718 становника.

## Становништво
Према прелиминарним подацима са пописа, у граду је 2011. живело 2.718 становника.
| 2002. | 2011. | 2012. |
| ----- | ----- | ----- |
| 2.719 | 2.718 | 2.682 |